# Hanriot HD.3
Hanriot HD.3 là một máy bay tiêm kích hai chỗ sản xuất ở Pháp trong Chiến tranh thế giới I.

## Biến thể

### HD.3
HD.3.C 2
HD.3bis.CN 2

### HD.4
HD.4

### HD.5
HD.5.C 2

### HD.6
HD.6.C 2

### HD.9
HD.9.Ap 1

## Quốc gia sử dụng
Pháp
- Hải quân Pháp

{{flagicon|Kingdom of Italy]] Ý
- Aeronautica

## Tính năng kỹ chiến thuật (HD.3)
Đặc điểm tổng quát
- Kíp lái: 2
- Chiều dài: 6.95 m (22 ft 10 in)
- Sải cánh: 9.00 m (29 ft 6 in)
- Chiều cao: 3.00 m (9 ft 10 in)
- Diện tích cánh: 25.5 m2 (274 ft2)
- Trọng lượng rỗng: 760 kg (1.675 lb)
- Trọng lượng có tải: 1.180 kg (2.600 lb)
- Powerplant: 1 × Salmson 9Za, 195 kW (260 hp)

Hiệu suất bay
- Vận tốc cực đại: 192 km/h (119 mph)
- Tầm bay: 498 km (310 dặm)
- Thời gian bay: 2 giờ
- Trần bay: 5.700 m (18.700 ft)
- Vận tốc lên cao: 4,1 m/s (800 ft/phút)

Vũ khí trang bị
- 2 × Súng máy Vickers.303
- 2 × Súng máy Lewis.303